# Deux poèmes chinois opus 47
Deux poèmes chinois opus 47 bestaat uit een tweetal liederen gecomponeerd door Albert Roussel. Het was zijn derde werk onder deze titel. Net als die eerste en tweede set zijn dit twee traditionele Chinese teksten, die door sinoloog Hertbert Giles naar het Engels zijn vertaald en vervolgens door Henri-Pierre Roché naar het Frans.
De twee liederen zijn:
- Favorite abandonnée van Li-I, opgedragen aan Madame Bourdette-Vial (zangeres)
- Vois, de belles filles van Huang-Fu-Ian, opgedragen aan Madame Vera Janacopulos (Braziliaans zangeres)

Madame Bourdette-Vial zong deze liederen voor het eerst en wel op 4 mei 1934 met de componist achter de piano.
De twee andere werken onder dezelfde titel zijn:
- Deux poèmes chinois opus 12
- Deux poèmes chinois opus 35.